# محمدآباد گلوسکی
محمدآباد گلوسکی، روستایی در دهستان پشت‌رود بخش مرکزی شهرستان نرماشیر در استان کرمان ایران است.

## جمعیت
بر پایه سرشماری عمومی نفوس و مسکن در سال ۱۳۹۵، جمعیت این روستا برابر با ۵۶۰ نفر (۱۷۶ خانوار) بوده‌است.